# Pentazyna
Pentazyna, CHN
5 – hipotetyczny, heterocykliczny organiczny związek chemiczny z grupy azyn. Zbudowana jest z sześcioczłonowego pierścienia aromatycznego zawierającego pięć atomów azotu.
Pentazyny nie udało się otrzymać, natomiast jej nazwa stosowana jest w nomenklaturze chemicznej pochodnych tego związku.